# Gattamelata

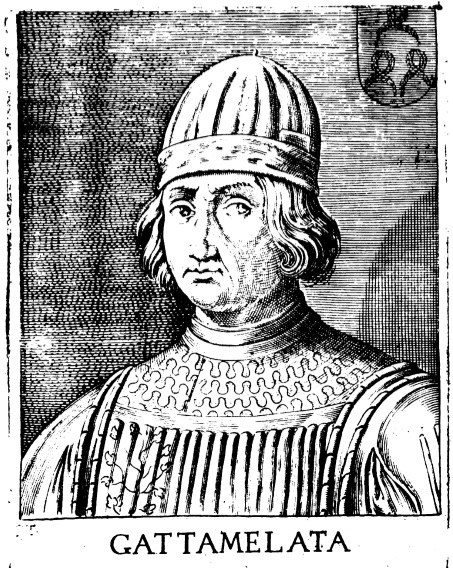
Kapitein-generaal Gattamelata van de republiek Venetië

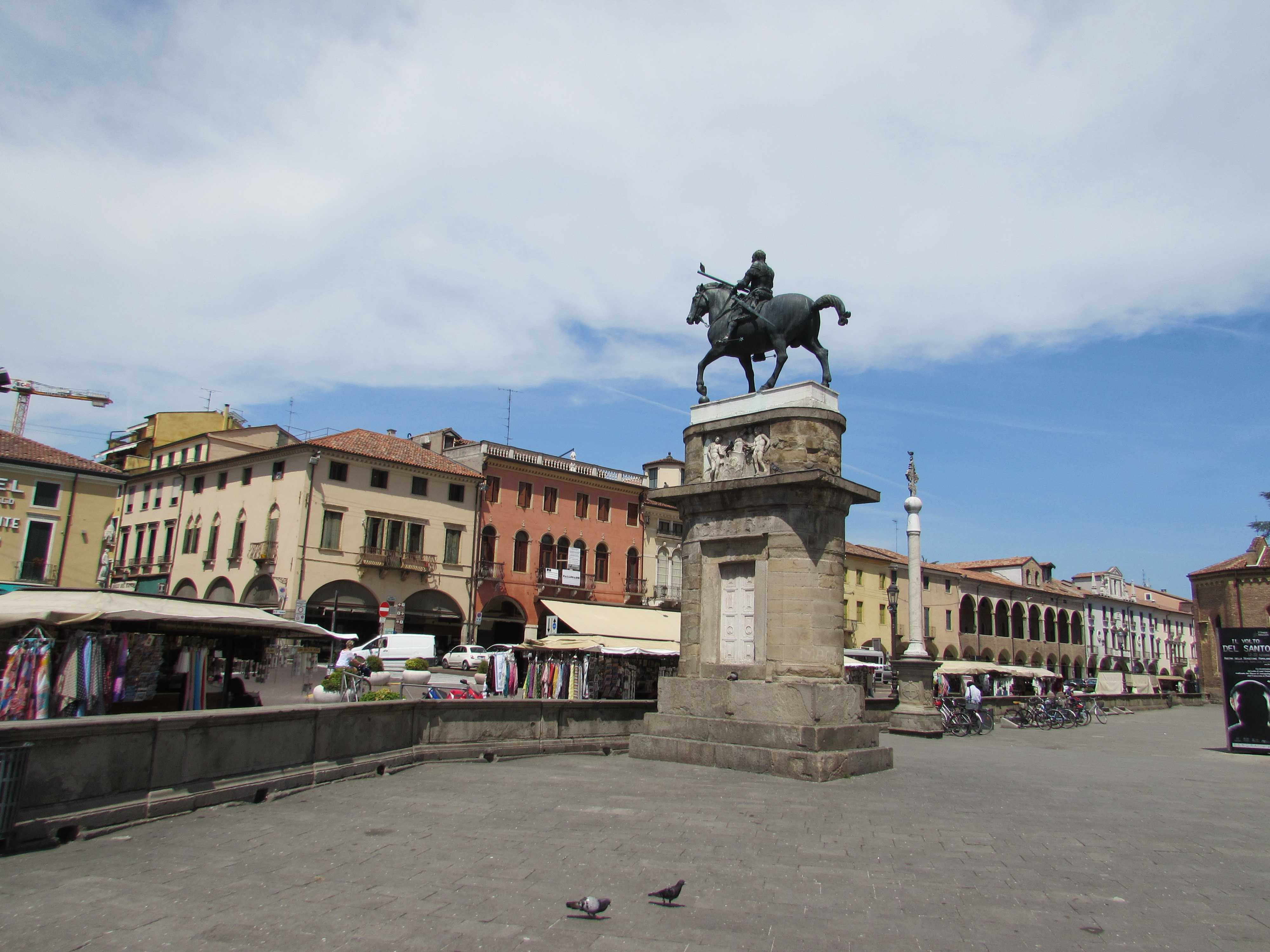
Ruiterstandbeeld door Donatello staat in Padua

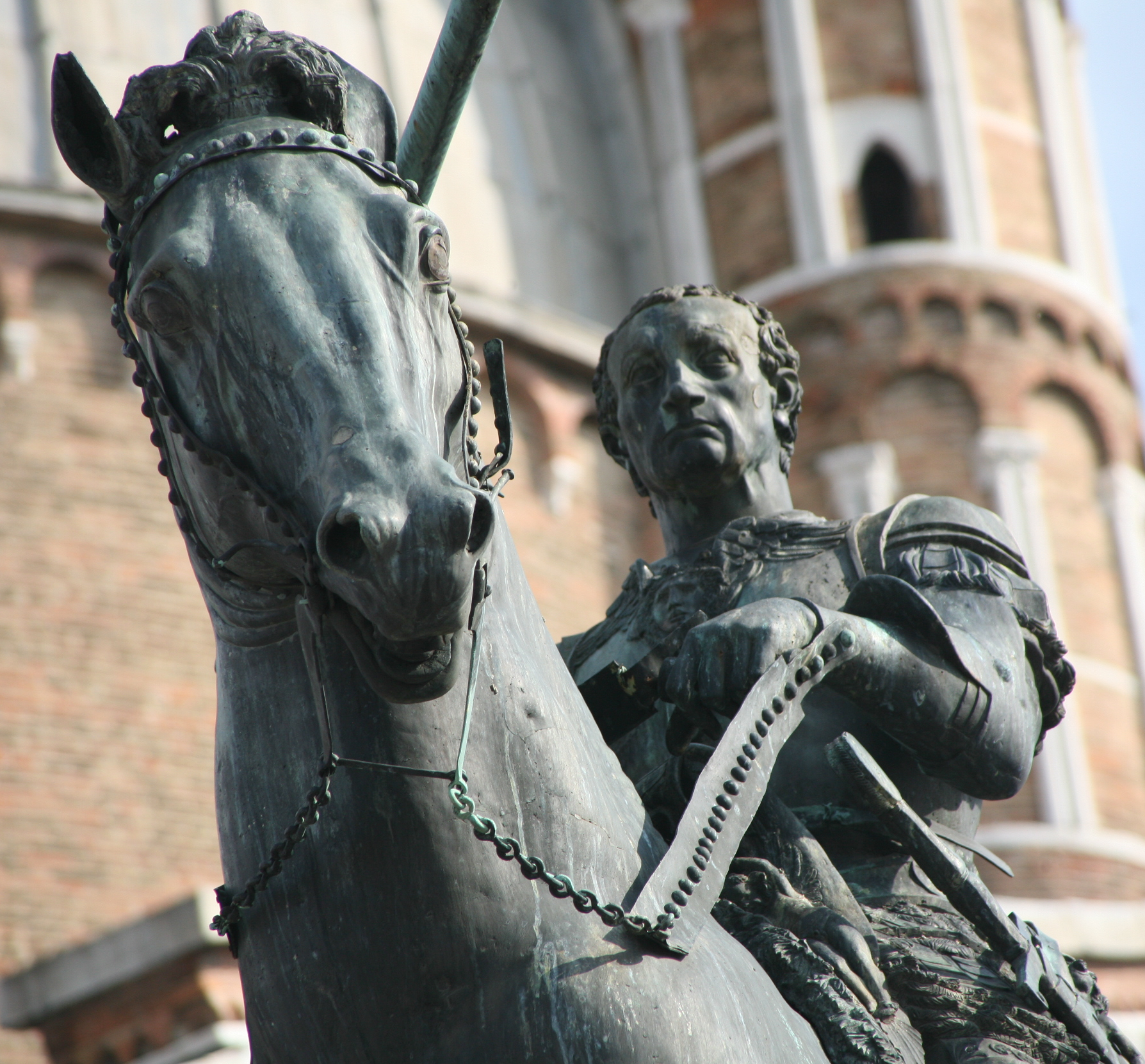
Detail

Stefano Erasmo da Narni, bijgenaamd Gattamelata of Zwartgevlekte Kat (Narni, circa 1370 – Padua, 16 januari 1443) was een condottiero in het middeleeuwse Italië. Hij vocht achtereenvolgens in dienst van de republiek Florence, de Pauselijke Staat, en de republiek Venetië.
Hij had de rang van kapitein-generaal van de republiek en verwierf de heerlijkheid Valmerono, gelegen sinds de 19e eeuw in de gemeente Follina nabij de stad Venetië.

## Naam
Zijn doopnaam was Stefano doch deze naam gebruikte hij nooit. Hij heette Erasmo. De bijnaam Gattemelata is een verhaspeling van de naam van zijn moeder Melania Gattelli en werd gebruikt onder soldaten.

## Levensloop

### Republiek Florence
Gattemelata was van eenvoudige afkomst in Narni. Hij zocht zijn heil bij huurlingenlegers. Via soldatenmakkers geraakte hij in dienst van de machtige condottieri Braccio da Montone en Niccolo Piccinino. Piccinino werd later zijn grote tegenstander op het slagveld. Ze vochten voor de republiek Florence. 

### Pauselijke Staat
Via Florentijnse invloed stapte Gattemelata over naar pauselijke dienst (1427-1434). Hij sloeg opstanden neer van steden in de Pauselijke Staat die in opstand kwamen. Hij vocht achtereenvolgens voor paus Martinus V en voor Eugenius IV.

### Republiek Venetië
Vanaf 1436 vocht Gattemelata in dienst van de republiek Venetië. De senaat had hem duur overgekocht van de paus en verschafte hem bovendien lansiers, infanteristen en paarden om ten strijde te trekken. Het hertogdom Milaan onder leiding van Filippo Maria Visconti betekende een nachtmerrie voor de Venetianen: hun pas veroverde gebieden op het Italiaanse vasteland werden onder de voet gelopen door de Milanezen. Hun bondgenoot Francesco Gonzaga, heer van Mantua, was ook nog overgelopen naar het kamp van Milaan. Ook Niccolo Piccinino en zijn huurlingen kozen het kamp van Milaan.
Gattemelata werd benoemd tot podestà van Padua omwille van de oorlogsdreiging. Hij bestuurde de stad als alleenheerser of dictator.
De Milanese en Mantuese troepen slaagden erin in 1439 de vallei van de Adige te bezetten, alsook de stad Verona. Gattemelata kreeg hiervoor kritiek te verduren in Venetië. De senaat van Venetië deed ondertussen beroep op Francesco Sforza en zijn soldeniers. Gattemelata werd bevorderd tot kapitein-generaal van de republiek. Hij voer bevel over de Venetiaanse troepen, en met enige moeite ook over deze van Francesco Sforza. In totaal ging het om 14.000 cavaleristen en 8.000 infanteristen. Gattemelata kon zonder moeite Verona heroveren voor Venetië. De troepen trokken verder richting Brescia, waar de Milanezen stevig front hielden. Tenno viel in Venetiaanse handen. Piccinino maakte van deze troepenbeweging gebruik om heimelijk Verona te bezetten voor Milaan (1439). Eind 1439 konden de troepen onder leiding van Gattemelata definitief Verona in bezit van Venetië houden. Gattemelata en Francesco Sforza verdeelden de soldij uit Venetië onder elkaar; het stadsbestuur van Verona deed er nog een duit bovenop uit dankbaarheid voor de bevrijding. Gattemelata werd voor bewezen diensten beloond met het ambt van heer van Valmerono.
Tijdens een vlootmaneuver op het Gardameer kreeg Gattemelata een beroerte (1440). Zijn troepen heroverden Brescia voor Venetië. Gattemelata bleef formeel aan het hoofd van het Venetiaanse leger, ondanks zijn verlamming. Hij stierf in 1443. Zijn generaalsstaf ligt bewaard in de schatkamer van de Basilica di Sant'Antonio in Padua; zijn wapenuitrusting bevindt zich in het Museo dell'Arsenale in Venetië.

## Ruiterstandbeeld
Donatello goot een bronzen ruiterstandbeeld van Gattemelata ter zijner eer (1453). Dit beeld was besteld door de weduwe, Giacomme della Leonessa, en uiteindelijk betaald door de senaat van Venetië. Het beeld staat in Padua, in de buurt van de Basilica di Sant’Antonio op de Piazza del Santo. Het is het eerste grote ruiterstandbeeld sinds de Romeinse Oudheid.